# 1982 год в истории метрополитена
В этой статье перечисляются основные  события из истории метрополитенов в 1982 году. Полужирным шрифтом выделены открытия новых транспортных систем.

## События
- март — закончено строительство 725-метрового тоннеля между станциями «Крылья Советов» и «Безымянка» Самарского метрополитена. Станция «Крылья Советов» по сей день не построена.
- 1 июня — в режиме работы в час пик открыт первый участок метрополитена Хельсинки с 5-ю станциями: «Хаканиеми», «Кулосаари», «Херттониеми», «Сиилитие», «Итякескус»[1].
- 1 июля — в режиме работы в час пик открыта 6-я станция метрополитена Хельсинки «Раутатиентори»[1].
- 2 августа — официальная церемония открытия метрополитена Хельсинки с 6-ю станциями[1].
- 4 ноября — открыты 41-я, 42-я и 43-я станции Ленинградского метрополитена на Московско-Петроградской линии: «Чёрная речка», «Пионерская», «Удельная»[2].
- 6 ноября — открыт четвёртый участок Куренёвско-Красноармейской линии Киевского метрополитена длиной 2,2 км с двумя станциями: «Героев Днепра» и «Минская»[3].

## Происшествия
| Дата       | Метро                   | Погибли | Пострадали | Описание |
| ---------- | ----------------------- | ------- | ---------- | --- |
| ???        | Московский метрополитен | 0       | 0          | Во время строительства перегонного тоннеля щитовым способом на участке трассы, где раньше находилась автозаправочная станция, произошёл пожар. Загорелся нефтенасыщенный грунт, поступивший из забоя. |
| ???        | Московский метрополитен | 0       | 0          | В помещении подземной пневматической мастерской в результате «грубого нарушения в эксплуатации электромеханического хозяйства» возник пожар.                                                          |
| 17 февраля | Московский метрополитен | 8       | 30         | Авария эскалатора на станции «Авиамоторная». |